# پکانبارو
پکانبارو (اندونزیایی: Kota Pekanbaru) پایتخت استان ریائو در جزیرهٔ سوماترای اندونزی است. مساحت این شهر ۶۳۲٫۲۶ کیلومتر مربع بوده و جمعیت آن در سال ۲۰۰۶ بالغ بر ۷۵۴٬۴۶۷ نفر برآورد شده‌است.
واژهٔ «پکان» در زبان اندونزیایی به معنی «بازار» یا «شهر» و واژهٔ «بارو» به معنی «نو» به‌کار می‌رود. از همین‌روی واژهٔ «پکانبارو» در زبان اندونزیایی به معنی «بازار نو» یا «شهر نو» است. رودخانهٔ سیاک از داخل این شهر عبور می‌کند و به تنگهٔ مالاکا منتهی می‌شود.
پکانبارو به ۱۲ بخش (ککاماتان) تقسیم شده‌است. فرودگاه بین‌المللی سلطان سیاریف قاسم با پرواز مستقیم از این شهر به شهرهای باتام، جاکارتا، مالزی (مالاکا و کوالالامپور)، سنگاپور (غیرفعال) و سایر مقاصد در اندونزی، به ساکنان پکانبارو خدمت‌رسانی می‌کند.

## نگارخانه

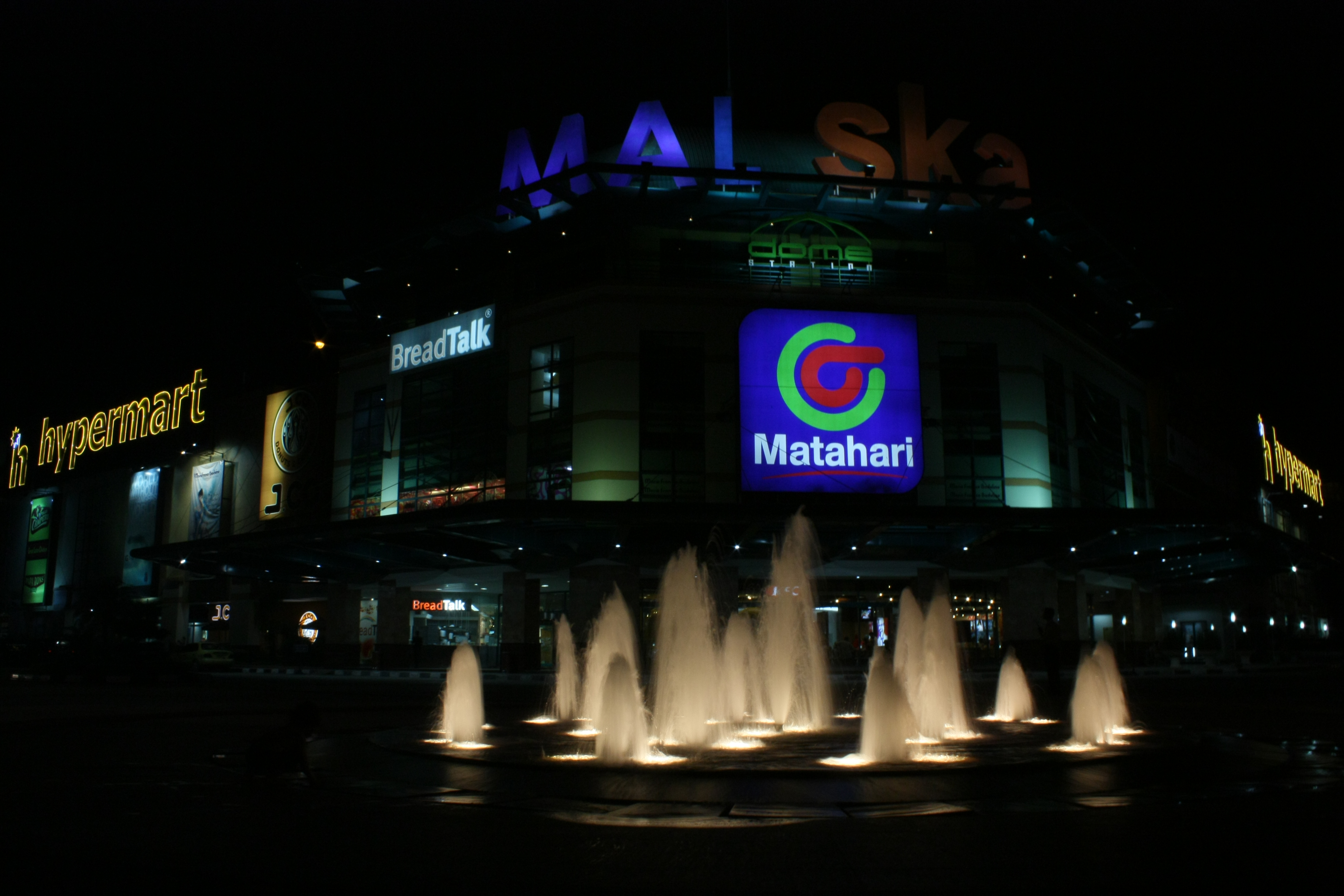
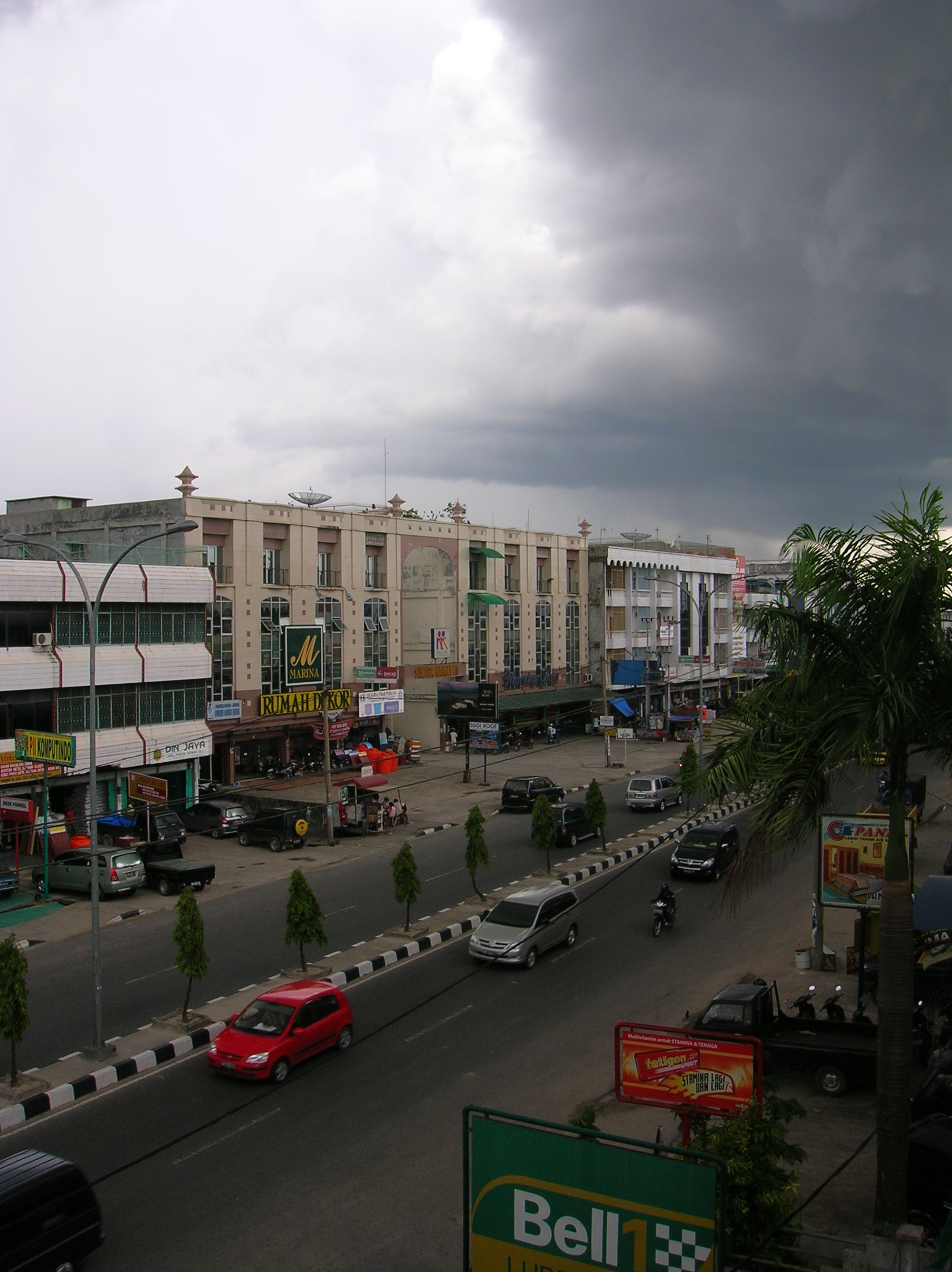

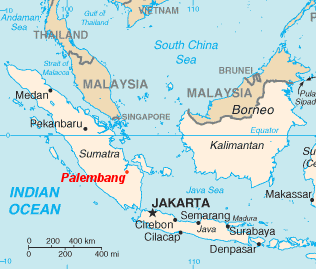